# Hotel (2004)
Hotel ist ein österreichischer Film von Jessica Hausner aus dem Jahr 2004, der Elemente des Horrorfilms und des Psychothrillers vereint.

## Handlung
Irene, eine zurückhaltende junge Frau, tritt ihre neue Stelle als Rezeptionistin in dem entlegenen Berghotel Waldhaus an. Zu Beginn wird ihr die Kelleretage gezeigt, die zu kontrollieren zu ihren täglichen Pflichten gehören wird. Der Hinweis, dass der Lieferanteneingang stets geschlossen sein muss, endet mit dem Nachsatz: „Der Teufel schläft nicht“.
Irene erfährt, dass ihre Vorgängerin Eva auf mysteriöse Weise verschwunden ist. In ihrer Dienstwohnung im Hotel findet sie in einer Schublade ein Etui mit der Inschrift EVA S. und einer rot gerahmten Brille. Später erkennt sie Eva anhand dieser Brille im Büro der Hotelchefin auf einem Belegschafts-Gruppenfoto. Von Anfang an sieht sich Irene einem hohen Maß an Distanziertheit und Kühle ihrer Kollegen und Vorgesetzten ausgesetzt. Zu den wenigen Momenten, in denen Irene lächelt und einen zufriedenen Eindruck macht, zählen die Telefonate mit ihrer Mutter.
In einer nahegelegenen Diskothek lernt Irene Erik kennen, mit dem sie bald darauf liiert ist. Bei einem Treffen zeigt er ihr im Wald eine düstere Grotte. Die neben dem Höhleneingang angebrachte Tafel erläutert die Sage der so genannten Waldfrau, einer Kräuterfrau, die 1591 als Hexe auf dem Scheiterhaufen verbrannt wurde. 1962 sollen Wanderer, die nahe der Grotte ihr Nachtlager errichtet hatten, verschwunden sein. Irene und Erik gehen in die Höhle und küssen sich dort. Kurz darauf entdeckt Irene in der Nähe des Höhleneinganges einen Baum, an dem sich offenbar Pärchen mit Schnitzereien verewigt haben; das letzte Namenspaar, das sie vorliest, lautet Eva und Dragan. Auf dem Heimweg sieht sie, wie Polizisten bzw. Kriminalbeamte einen Teich mit Stangen absuchen.
Irene geht im Laufe der Handlung mehrmals in den Wald und betritt später auch die Höhle, die ihr Erik gezeigt hat.
Nach einem ihrer abendlichen Schwimmen im Hotel-Hallenbad findet Irene ihre Brille zerbrochen auf dem Boden auf und entdeckt, dass ihre zuvor abgelegte Halskette mit einem Kreuz-Anhänger – ihrem Glücksbringer – verschwunden ist.
Am selben Abend kann Irene aufgrund lauter Musik nicht schlafen und beschwert sich bei ihren Kollegen, die in einem Zimmer auf derselben Etage Darts spielen, tanzen und sich betrinken. Die Beschwerde wird von den Kollegen ignoriert und Irene verlässt verärgert das Zimmer.
Am nächsten Tag meldet Irene den vermuteten Diebstahl der Halskette der Hotelchefin. Diese konfrontiert damit später die versammelte Belegschaft, wodurch sich das distanzierte Verhalten ihrer Kollegen noch verschlimmert. Die Kette taucht einige Zeit später wieder auf, die Chefin erklärt nur lapidar, sie sei im Wald gefunden worden. Statt ihrer zerbrochenen Brille setzt Irene nun die rote Brille ihrer Vorgängerin auf.
Mit Erik verbringt Irene die erste gemeinsame Nacht in ihrem Hotelzimmer. Als sich Erik anschließend im Dunkeln anzieht, drückt er aus Versehen statt des Lichtschalters den Alarmknopf, was Frau Liebig, Putzkraft und Hausmeisterin des Hotels, veranlasst, nach dem Rechten zu sehen.
Als Irene sich am Folgetag für die Unannehmlichkeiten bei Frau Liebig entschuldigt, spricht sie sie auch auf das Gruppenfoto an und fragt, ob sie ihr etwas über Eva sagen kann. Frau Liebig antwortet nur „Geh fort von hier“ und murmelt anschließend ein kurzes Gebet.
Eines Nachts streift Irene durch den Wellnesstrakt und biegt in einen Gang, der in völliger Dunkelheit endet. Sie verschwindet in der Finsternis, spricht dort leise Gebete und findet sich plötzlich im nächtlichen Wald wieder. Dann scheint sich etwas – begleitet von einem spitzen schrillen Geschrei – rasch von hinten auf sie zuzubewegen. Irene dreht sich um und stößt einen lautlosen Schrei aus. Ob dies nur ein Alptraum Irenes war oder sogar das Endszenario des Films vorgreift, bleibt jedoch unklar.
Um sich ihren Kollegen anzunähern, gesellt sich Irene bei deren nächsten feucht-fröhlichen Abend dazu. Obwohl sie ignoriert wird, bleibt Irene im Zimmer, kauert sich aber resignierend in einen Sessel und schläft ein. Als sie aufwacht, ist sie alleine und findet den Kopf einer Waldfrau-Puppe in ihrem Schoß, den sie angewidert fortwirft.
In der Hotellobby unterhalten sich zwei Kriminalpolizisten und gehen anschließend mit Frau Liebig weg. Petra, Irenes Kollegin an der Rezeption, sagt daraufhin „Jetzt haben sie's gefunden“. Die Nachfrage Irenes, was gefunden wurde, wird mit desinteressiertem Schulterzucken quittiert. Beim gemeinsamen Essen des Personals bleiben die Plätze von Frau Liebig und ihrem ebenfalls im Hotel beschäftigten Mann leer.
Irene besorgt sich bei einem Optiker eine neue Brille. Im Hotel bittet sie Petra, mit ihr Schichten zu tauschen, damit sie nach Hause zu ihrer Familie fahren kann. Petra verlangt dafür später, sich Irenes Glücksbringer-Halskette ausborgen zu dürfen, wozu diese nur ungern zustimmt.
Bei einem Gang durch den Wellnesstrakt entdeckt Irene einen Gang, der in völliger Dunkelheit zu enden scheint. Sie läuft den Gang hinunter in das Dunkel, doch der Gang endet vor einer Wand und einem Schränkchen.
Als Irene im Zuge ihres Kellerkontrollgangs spätabends das Hotel durch den Lieferanteneingang verlässt, um zu rauchen, muss sie anschließend feststellen, dass sie ausgesperrt ist. Sie geht in den angrenzenden Wald und verschwindet langsam im Dunkel zwischen den Bäumen. Nach einiger Zeit hört man jemanden oder etwas kreischen.
Der Film endet damit, dass eine junge Frau, die eine ähnliche Brille wie Irene trägt und offenbar deren Nachfolgerin werden soll, ein Vorstellungsgespräch im Hotel hat. (Diese Szene fehlt auf der DVD-Fassung des Films und auf der vom ORF am 28. Oktober 2020 veröffentlichten Fassung).

## Stilmittel
Sein "alles durchdringende(s) Unbehagen" inszeniere der Film "einerseits durch einen beklemmenden, repressiven Tonfall, der in seinem gnadenlos (aber insgeheim genüsslich) sezierenden Blick auf das grundlegende Versagen und die Banalität der menschlichen Kommunikation durchaus wirkt wie der finstere Zwilling eines Loriot-Sketches." Vor allem aber sei "die Beklemmung in Jessica Hausners kleinem Meisterwerk eine Angelegenheit der Film-Geografie, des Umgangs mit dem Raum": Hausner fahre eine "subtile Strategie der Verunsicherung, die trotz der scheinbaren Alltäglichkeit der Orte allem eine (alb-)traumhafte Qualität und beklemmende Enge" verleihe.

## Wissenswertes
Der Film wurde im Offiziellen Programm der Internationalen Filmfestspiele von Cannes 2004 in der Reihe Un Certain Regard uraufgeführt.
Rosa Waissnix, die Darstellerin von Frau Liebig, ist keine professionelle Schauspielerin, sondern die Eigentümerin des Hotels, in dem der Film gedreht wurde.
In Österreich und vor allem in der Steiermark gibt es einige Sagen über Waldfrauen. Dabei handelt es sich meist um freundliche, den Menschen wohlgesinnte Wesen.
Regisseurin Jessica Hausner bezeichnete den Film rückblickend als "eine Art Fingerübung in Hitchcock".

## Kritiken
„Der atmosphärisch dichte, vielschichtige Horrorfilm nutzt Konventionen des Genres und reflektiert sie, wobei er nicht auf Schock, sondern auf Verunsicherung und Verstörung setzt. Stilistisch präzise komponiert, verschmelzen Alltagsbilder einer repressiven Gesellschaft anspielungsreich mit der geheimnisvollen Atmosphäre eines Grimmschen Märchens.“

„Hausner nun gelingt ein kleines, gemeines Werk, das so effektiv Verstörung erzeugt wie wohl kein anderer deutschsprachiger Kinofilm seit drei Jahrzehnten. […] Ähnlich den verstörenden Visionen von Michael Haneke entfaltet sich die Furcht vor allem durch eine konsequente Nicht-Beachtung jeglicher Filmkonvention, begonnen beim praktisch wortlosen Drehbuch, in dem jeder der extrem seltenen Sätze drei bis vier neue Fragen aufwirft.“

„Zweifellos bemerkenswert ist in Jessica Hausners Film diese Form des sozialen Alptraums wie ihn die Hauptfigur erlebt, der mit Leichtigkeit auf die Konventionen des Gruselmärchens ebenso wie auf die Grundregeln des Horrorfilms verweist – ein Horrorfilm jedoch, der mit nachdrücklicher Absicht, die obligaten Szenen entfernt hat, um danach zu suchen, was die Gesellschaft selbst an gewöhnlichem und primitivem Horror in sich birgt.“

„Die Gänge in ‚Hotel‘ erinnern an Kubricks ‚Shining‘, der Swimmingpool an Tourneurs ‚Cat People‘, alles erinnert vage an irgend etwas, nur was er selber will, daran kann der Film sich vor lauter akademischem Dekonstruktionseifer nicht erinnern.“

„Immer wieder tauchen genuine Genrebilder auf, die das Versprechen, welches das Sujet zu enthalten vorgibt, einzulösen scheinen. Doch die einzelnen Handlungsbestandteile weigern sich beharrlich, in einer spannend-schauerlichen Charakterstudie oder dergleichen zu münden. Der Fragmentierung des Handlungsraumes entspricht die systematische Zerstörung von Sinnzusammenhängen. Jessica Hausner weigert sich, eine Geschichte zu erzählen.“

## Auszeichnungen
- Großer Diagonale-Preis 2005
- Thomas-Pluch-Drehbuchpreis 2005
- Leeds International Film Festival – Grand Prize of European Fantasy Film in Silver 2005
- Filmfestival Max Ophüls Preis 2005 Max-Ophüls-Preis-Nominierung